# Liste des basiliques de la Sardaigne
Cette liste recense les basiliques de Sardaigne, Italie.

## Liste
- Cagliari
  - Basilique Notre-Dame de Bonaria
  - Basilique Sainte-Croix de Cagliari
  - Basilique Saint-Saturnin de Cagliari
- Codrongianos
  - Basilique de la Sainte-Trinité de Saccargia
- Cuglieri
  - Basilique Notre-Dame-des-Neiges de Cuglieri
- Luogosanto
  - Basilique Notre-Dame de Luogosanto
- Olbia
  - Basilique Saint-Simplice d'Olbia
- Porto Torres
  - Basilique Saint-Gabin-Saint-Prote-et-Saint-Janvier de Porto Torres
- Quartu Sant'Elena
  - Basilique Saint-Hélène-Impératrice de Quartu Sant'Elena
- Sassari
  - Basilique du Sacré-Cœur de Sassari